# Kootenai County
Kootenai County is een county in de Amerikaanse staat Idaho.
De county heeft een landoppervlakte van 3.225 km² en telt 108.685 inwoners (volkstelling 2000). De hoofdplaats en tevens grootste stad is Coeur d'Alene.

## Geschiedenis
De county werd op 22 december 1864 gevormd door het afsplitsen van het noorden van Nez Perce County. De naam verwijst naar het Indiaanse volk de Kutenai, die onder meer in deze streek woonden. De county was oorspronkelijk veel groter. In 1907 werd Bonner County afgesplitst en in 1915 Benewah County.

## Geografie

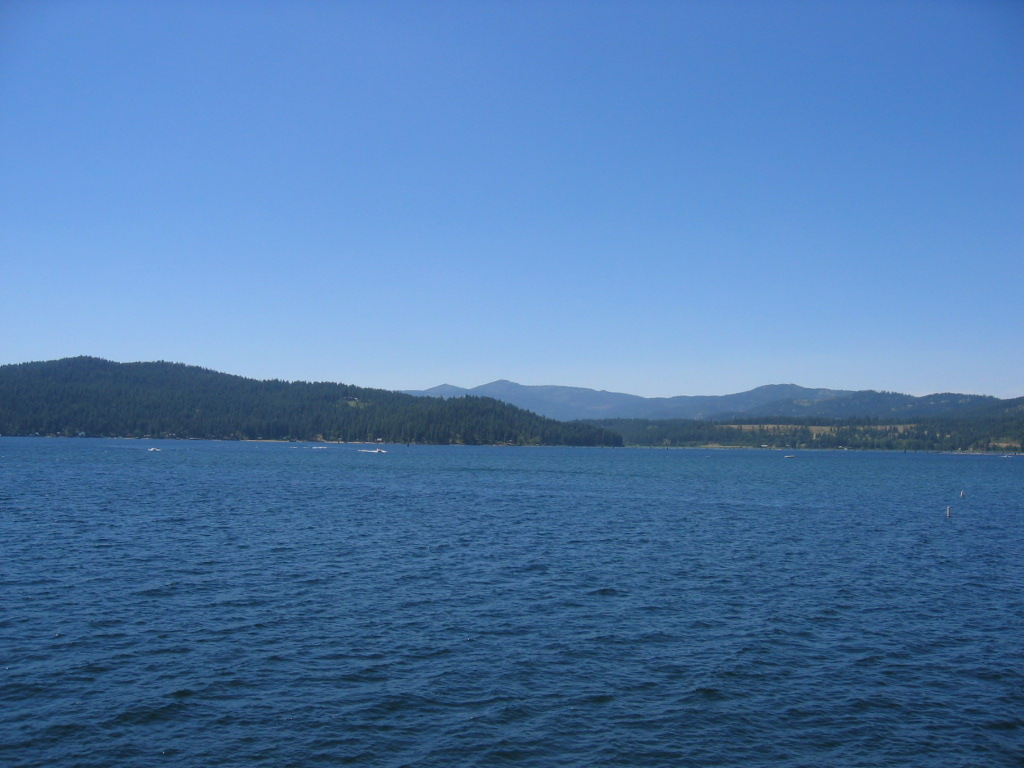
Lake Coeur d'Alene

Lake Coeur d'Alene ligt voor het grootste gedeelte in Kootenai. (Alleen het uiterste zuiden behoort tot Benewah County.) Uit het meer stroomt de rivier de Spokane in westelijke richting, naar de gelijknamige stad in de buurstaat Washington.
Een klein gedeelte van het diepe Lake Pend Oreille behoort tot Kootenai County.
Het zuidwesten van Kootenai behoort tot de Palouse, een landbouwgebied.